# Альфа Жертвенника
Альфа Жертвенника (лат. α Arae) — вторая по яркости звезда в южном созвездии Жертвенника. Обладает видимой звёздной величиной 2,93, хорошо видна невооружённым глазом на южном небе. Звезда довольно близка к Земле, её расстояние можно оценить по данным о параллаксе, полученном телескопом Hipparcos. Находится на расстоянии около 270 световых лет с неопределённостью 7 %. Блеск звезды уменьшается на 0,10 звёздной величины в результате межзвёздной экстинкции газом и пылью.

## Свойства
Альфа Жертвенника принадлежит спектральному классу B2 Vne, это массивная звезда главной последовательности спектрального класса B. Обозначение 'n' показывает, что линии поглощения в спектре имеют размытый вид вследствие эффекта Доплера из-за быстрого вращения. Проекция скорости вращения составляет 375 км/с Мейланд и др. (2007) предположили, что полюс оси вращения звезды наклонён на 55° к лучу зрения, что даёт азимутальную скорость вращения 470 км/с. Это довольно близко к предельному значению скорости, при котором звезда начинает разрушаться. Быстрое вращение приводит к возникновению заметного экваториального утолщения, составляющего 2,4-2,7 полярных радиуса.
Это Be-звезда, на что указывает обозначение 'e' в спектральном классе. В спектре наблюдаются эмиссионные линии от диска из выброшенного вещества вследствие быстрого вращения. В 2003 и 2005 годах Альфа Жертвенника наблюдалась методами инфракрасной интерферометрии на инструментах MIDI и AMBER интерферометра VLT. Результаты, опубликованные в 2005 и 2007 годах, показали, что Альфа Жертвенника окружена плотным диском вещества, вращающимся по закону Кеплера, звезда теряет массу из-за мощного звёздного ветра с полюсов при скорости около 1000 км/с. Также есть свидетельство того, что вокруг звезды на расстоянии 0,7 а. е. вращается объект-компаньон.
Звезда примерно в 9,6 раз массивнее Солнца и обладает средним радиусом 4,5 радиуса Солнца. Светимость составляет 5800 светимостей Солнца, эффективная температура фотосферы составляет 18044 K. При этом Альфа Жертвенника обладает бело-голубым цветом B-звёзд. Это переменная звезда со звёздной величиной от 2,76m до 2,90m. Общий каталог переменных звёзд относит звезду к типу BE, это Be-звезда, но нет достаточных оснований считать, что объект относится к переменным типа Гаммы Кассиопеи. Международный индекс переменных звёзд определяет объект как GCAS + LERI, так что звезда проявляет как признаки быстрых периодических изменений, так и медленных неправильных вспышек.
Альфа Жертвенника обладает видимым компонентом CCDM J17318-4953B, расположенным примерно в 50 угловых секундах при позиционном угле 168°, видимая звёздная величина равна 11. Две звезды кажутся близкими друг к другу, но физически они не связаны.

## В культуре
Вместе с β и σ Ara образует астеризм Choo (пиньинь: chǔ, 杵), «пестик». Альфа является второй звездой Choo (杵二), но Р. Х. Аллен использует название Choo только для этой звезды. Патрик Мур указывает, что Choo является собственным названием звезды